# Elecciones estatales de Michoacán de 1983
Las elecciones estatales de Michoacán de 1983 se realizaron el domingo 3 de julio de 1983 y en ellas se renovaron los siguientes cargos de elección popular del estado mexicano de Michoacán:
- 24 diputados del Congreso del Estado. Dieciocho electos por mayoría relativa y seis designados mediante representación proporcional para integrar la LXIII Legislatura.
- 113 ayuntamientos. Integrados por un presidente municipal y un grupo de regidores, electos para un periodo de tres años no reelegibles para el periodo inmediato.

## Campaña
Esta fue la primera elección estatal en incluir escaños designados mediante representación proporcional para integrar el Congreso del Estado de Michoacán. De los seis escaños plurinominales, tres fueron asignados al Partido Acción Nacional (PAN), dos para el Partido Demócrata Mexicano (PDM) y uno al Partido Socialista Unificado de México (PSUM). También, esta fue la primera elección estatal en que el Partido Revolucionario Institucional (PRI), no obtuvo el triunfo en todos los municipios del estado. El PAN consiguió la alcaldía de Uruapan y el PDM el ayuntamiento de Nuevo Parangaricutiro.

## Resultados

### Congreso estatal
|  | 80.95 % |

|  | 7.16 % |

|  | 4.46 % |

|  | 1.71 % |

|  | 1.30 % |

|  | 0.81 % |

|  | 0.11 % |

|  | 1.04 % |

|  | 100 % |

### Ayuntamientos
|  | 76.85 % |

|  | 9.62 % |

|  | 5.49 % |

|  | 2.39 % |

|  | 1.85 % |

|  | 1.26 % |

|  | 0.00 % |

|  | 97.52 % |

|  | 2.48 % |